# Stone Crazy
Albums de The Beatnuts
The Beatnuts: Street Level
(1997) Hydra Beats, Vol. 5
(1997)
Singles
1. Find That
Sortie : 1997
2. Do You Believe?
Sortie : 1997
3. Off the Books
Sortie : 16 septembre 1997
4. Here's a Drink
Sortie : 3 novembre 1997

Stone Crazy est le deuxième album studio des Beatnuts, sorti le  24 juin 1997.
L'album s'est classé 4e au Billboard Heatseekers, 38e au Top R&B/Hip-Hop Albums et 154e au Billboard 200.

## Liste des titres
| No  | Titre                                                | Contient un (des) sample(s) de | Durée |
| --- | ---------------------------------------------------- | --- | ----- |
| 1.  | World Famous                                         | The Adoration des Electric Prunes | 1:29  |
| 2.  | Bless the M.I.C. (featuring Gab Gacha)               | Red House (Live) de Jimi Hendrix Freestyle (Oct 93) de Nas | 3:22  |
| 3.  | Intermission                                         | | 1:10  |
| 4.  | Here's a Drink                                       | 1nce Again de A Tribe Called Quest | 3:04  |
| 5.  | Off the Books (featuring Big Pun et Cuban Link)      | Sign Song de Buddy Baker Hihache du Lafayette Afro Rock Band Break That Party & Opening de Melvin Van Peebles featuring Esther Rolle et Mabel King Peter Piper de Run–D.M.C. | 3:42  |
| 6.  | Be Proud Interlude                                   | Me de Bob McGrath | 0:27  |
| 7.  | Do You Believe?                                      | Fueron Tres Años des Los Angeles Negros Electric Relaxation de A Tribe Called Quest                                                                                          | 3:20  |
| 8.  | Finger Smoke                                         | 30 Poplar de Chrysalis | 0:46  |
| 9.  | Stone Crazy                                          | Stone Crazy de The Bozone | 3:35  |
| 10. | Niggaz Know                                          | General Confessional des Electric Prunes The Signs Part IV de David Axelrod                                                                                                  | 4:11  |
| 11. | Horny Horns                                          | | 0:33  |
| 12. | Find That                                            | | 3:53  |
| 13. | Supa Supreme                                         | | 3:27  |
| 14. | Thinkin' 'Bout Cash (featuring Hostyle et Blaq Poet) | Lifetime Monologue de Lou Rawls Losing My Mind de Dick Hyman | 4:57  |
| 15. | Uncivilized (featuring Don Gobbi)                    | Bedroom de Galt MacDermot Straight Out the Jungle des Jungle Brothers | 3:47  |
| 16. | Give Me tha Ass                                      | Forget Me Nots de Patrice Rushen | 3:49  |
| 17. | Strokes (featuring Horny Man)                        | Different Strokes de Syl Johnson | 3:15  |